# Les Expériences érotiques de Frankenstein
Les Expériences érotiques de Frankenstein è un film del 1972 diretto da Jesús Franco.
Fu girato a Murcia, Lisbona, Alicante e negli Estudios Balcázar di Barcellona.
Nel 1973 Franco girò alcune scene addizionali con Lina Romay per la versione spagnola, intitolata La maldición de Frankenstein. Sin dall'inizio, inoltre, egli girò alcune scene in doppia versione: con i personaggi nudi, per il mercato francese, e con i personaggi vestiti, per quello spagnolo. Per la stessa ragione, nella versione spagnola alcune scene furono accorciate allo scopo di ottenere il visto della censura.

## Trama
Varna, inizio del XX secolo. Nel suo castello, il dottor Frankenstein è appena riuscito a dar vita alla sua creatura quando viene attaccato mortalmente da Melissa, una donna-uccello cieca nata degli esperimenti genetici del conte Cagliostro. Con lei è Caronte, il forzuto servo di Cagliostro, che dopo aver ucciso Morpho, l'assistente di Frankenstein, rapisce la creatura e la porta al castello.
Cagliostro intende servirsi del mostro di Frankenstein affinché rapisca le più belle fanciulle del villaggio, con le cui parti anatomiche egli intende creare la donna perfetta.
Un amico di Frankenstein, il dottor Seward, giunge al castello mentre lo scienziato è ancora in agonia. Con le sue ultime forze Frankenstein gli raccomanda la sua creatura. Durante il funerale, appare una donna velata che si rivela essere la figlia dello scienziato, Vera Frankenstein. Nella notte, aiutata dalla sua dama di compagnia, Vera riesuma la salma del padre e la trasporta al castello dove, manovrando uno dei suoi marchingegni, riesce a riportarla in vita per due volte, sia pure per pochi istanti. In preda a convulsioni, Frankenstein pronuncia il nome del mandante della fatale aggressione: Cagliostro.
Nel frattempo la creatura, ipnotizzata dal suo nuovo padrone, rapisce Madame Orloff, una meravigliosa fanciulla bionda. Ma è solo la prima della lista. Per introdursi nel castello di Cagliostro, l'astuta Vera Frankenstein, si fa rapire sostituendosi ad una delle fanciulle. Ma lo scienziato non tarda a riconoscerla e, dopo averla sottoposta ad una prova cruenta che costa la vita a Caronte, la ipnotizza a sua volta, col proposito di avvantaggiarsi delle sue conoscenze scientifiche.
Aiutato dall'ispettore Tanner, di Scotland Yard, il dottor Seward indaga sulla scomparsa di Vera, la cui compagna ha perso la ragione dopo aver assistito al rapimento. Stimolando i suoi processi associativi, Seward riesce tuttavia a farle pronunciare le due parole chiave: Varna e Cagliostro. I due si precipitano quindi al castello, dove Cagliostro presenta con orgoglio la donna perfetta agli adepti della misteriosa setta di Panthos e la fa accoppiare pubblicamente con il mostro di Frankenstein. Finalmente egli ha raggiunto il suo obiettivo: popolare la terra di una razza di superuomini.
Seward e Tanner irromponono nel mezzo della cerimonia e rivelano alla creatura che il conte Cagliostro altri non è che l'assassino del suo creatore. Inorridito, il gigantesco mostro si rivolta contro lo scienziato, che fa appena in tempo a fuggire su un carro, mentre scoppia la tempesta. È l'alba. Vera, Tanner e Seward guardano allontanarsi il nemico, ma la sua risata non lascia dubbi sul fatto che la partita non è chiusa.

## Distribuzione

### Titoli alternativi
- The Erotic Rites of Frankenstein (Gran Bretagna, Stati Uniti)
- Das Blutgericht der Gequalten Frauen (Germania)
- De Verdoemnis Van Frankenstein (Paesi Bassi)
- The Damnation of Frankenstein
- Eine Jungfrau in den Krallen von Frankenstein (Germania - DVD)
- The Rites of Frankenstein (Stati Uniti - DVD)

### Home video
Del film è uscita in DVD solo la versione spagnola, edita prima in Germania da X-Rated Kult nel 2004 con il titolo Eine Jungfrau in den Krallen von Frankenstein, poi negli Stati Uniti dalla Image Entertainment nel 2005 con il titolo The Rites of Frankenstein. In seguito il film è uscito anche in Spagna (con il titolo corretto), Giappone e Gran Bretagna.
I diritti della versione francese non sono accessibili a causa di problemi legali. In Italia il film è noto per essere stato trasmesso su Fuori orario durante una notte dedicata al cinema Jess Franco. In quell'occasione tuttavia fu utilizzata la vecchia edizione VHS spagnola della Divisa Ediciones in cui il formato a schermo pieno rendeva impossibile capire la composizione dell'immagine.